# Jan Nepomucký
Jan či Johánek z Pomuka (mezi 1340 a 1350 v Pomuku, dnešním Nepomuku – 20. března 1393 v Praze) byl generální vikář pražského arcibiskupa, později uctívaný jako svatý Jan Nepomucký, mučedník katolické církve a jeden z českých zemských patronů.

## Život

### Mládí

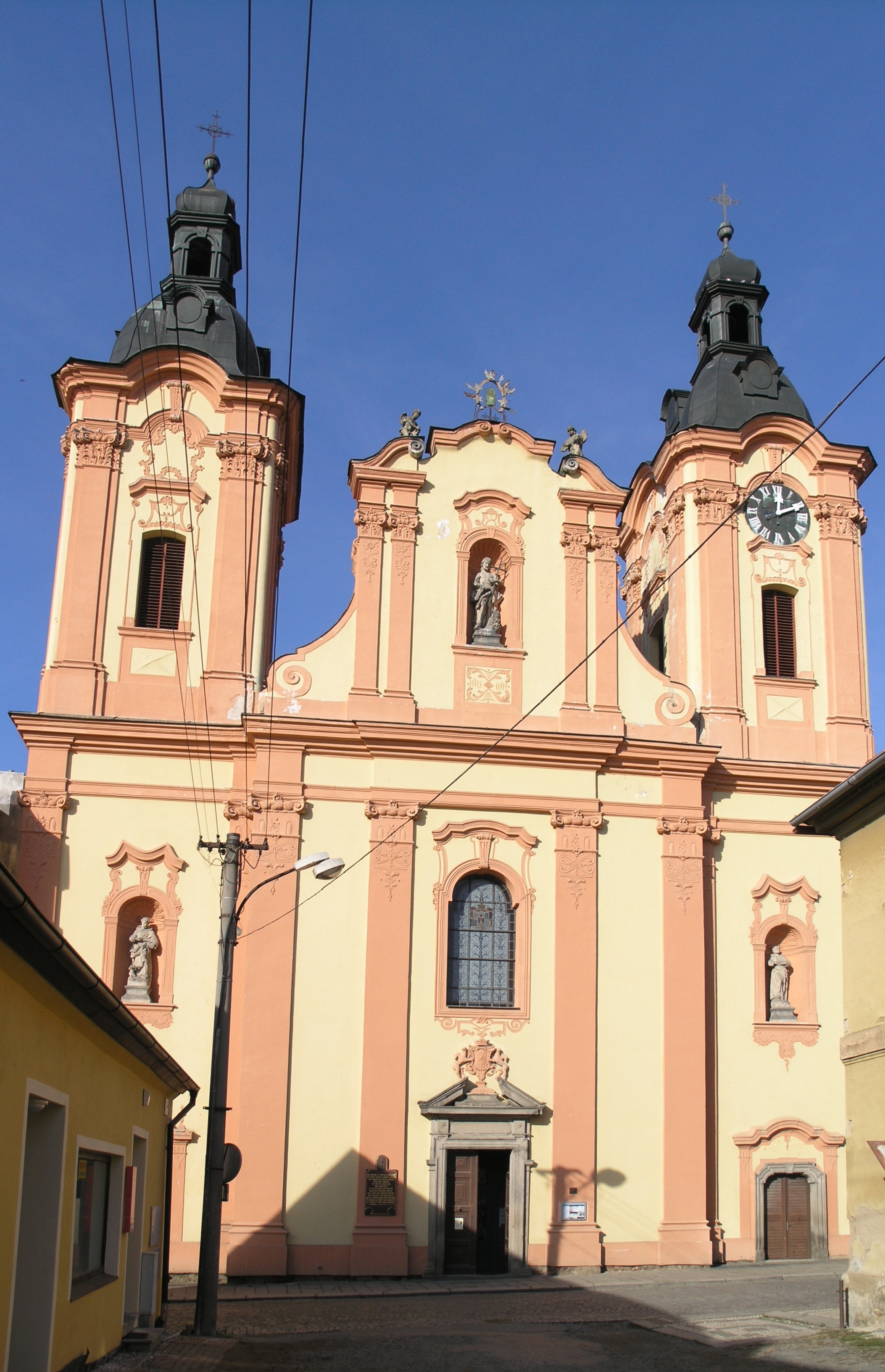
Kostel na domnělém místě Janova rodného domu v Nepomuku

Jan z Pomuku se narodil někdy kolem roku 1340 v Pomuku, který náležel nedalekému cisterciáckému klášteru pod Zelenou horou. V místě, kde dnes stojí barokní kostel sv. Jana Nepomuckého, stál podle ústního podání domek, kde se Jan narodil. Janův otec Velflín (či Welfin, Iohannes natus quondam Welflini de Pomuk) byl v Pomuku v letech 1355 až 1367 rychtářem a jednalo se pravděpodobně o Čecha německého původu. O matce není nic moc známo, ovšem byla pravděpodobně Češka, neboť Jan již odmala mluvil plynně česky a jeden z nepodložených důvodů jejího českého původu je, že pocházela z českého pomuckého rodu Hasilů. Základní vzdělání získal zřejmě ve škole zřízené roku 1344 při farním kostele sv. Jakuba. Další studia nejsou s jistotou doložena, barokní legendy uvádí, že studoval u cisterciáků v blízkém klášteře, dále studoval na pražské univerzitě.

### Studia
Od roku 1369 působil jako veřejný notář v Praze. Poté působil jako hlavní písař u právě vytvořených soudních akt generálních vikářů. Mezi lety 1373–1383 požíval titulů notarius, prothonotarius cancellarie a domesticus commensalis arcibiskupa Jana Očka z Vlašimi. Od roku 1380 byl oltářníkem u sv. Erharda a sv. Otilie ve svatovítském kostele a farář u sv. Havla. Mezi lety 1383 a 1387 studoval církevní právo na Padovské univerzitě a studium ukončil jako doktor dekretů. Vrátil se roku 1387 a vyměnil svoje oltářnictví za místo kanovníka u sv. Jiljí. O dva roky později se stal kanovníkem a advokátem vyšehradské kapituly.

### Generální vikář
V září 1389 byl jmenován generálním vikářem pražského arcibiskupa po Kuneši z Třebovle. Během Janova vikariátu měl pražský arcibiskup pouze dva generální vikáře (oba in spiritualibus, ve věcech duchovní správy; zástupce in temporalibus se v českých zemích vlastně ani nevyvinul). Druhým byl M. Mikuláš Puchník, který také zastával úřad oficiála. Následujícího roku vyměnil Jan svou farnost u sv. Havla za úřad žateckého arcijáhna.
Jan zastával úřad generálního vikáře, který již v 80. letech 14. století díky svým pravomocím hrál podstatnou roli ve správě arcibiskupství, v neklidné době sporu mezi arcibiskupem a králem. Kvůli velkému západnímu schizmatu vzniklo nepřátelství mezi českým králem Václavem IV. a arcibiskupem Jenem z Jenštejna. Jejich spor byl také sporem o jmenování biskupů a vůbec vysokých církevních úřadů.

### Spor oKladruby
K zásadnímu vývoji ve sporech o obsazování úřadů došlo po smrti Racka, opata kláštera v Kladrubech. Král totiž mínil vytvořit z kláštera nové biskupství obsazené sobě věrným biskupem a tím zmenšit arcibiskupovu moc. Jan však 10. března 1393 potvrdil nového opata, zástupci kláštera navrženého Olena. Václav IV. tehdy pobýval na Křivoklátě a nestihl proti volbě včas podat námitky. Jednalo se o delikátní věc a opatrná formulace potvrzovací listiny dokazuje, že generální vikář Jan o tom věděl. Spor o Kladruby a potvrzení listiny bylo nejspíše hlavním důvodem, proč byl Jan zajat a mučen.
Historicky nedoložená a nepravděpodobná je role Jana Nepomuckého jako důvěrníka či zpovědníka královny Žofie, který nechce prozradit zpovědní tajemství, která je známá např. z Hájkovy kroniky. Takto důvěrná dvorská funkce je nepravděpodobná již z důvodu Nepomukovy příslušnosti ke královi znepřátelené skupině okolo arcibiskupa.

### Mučení a smrt

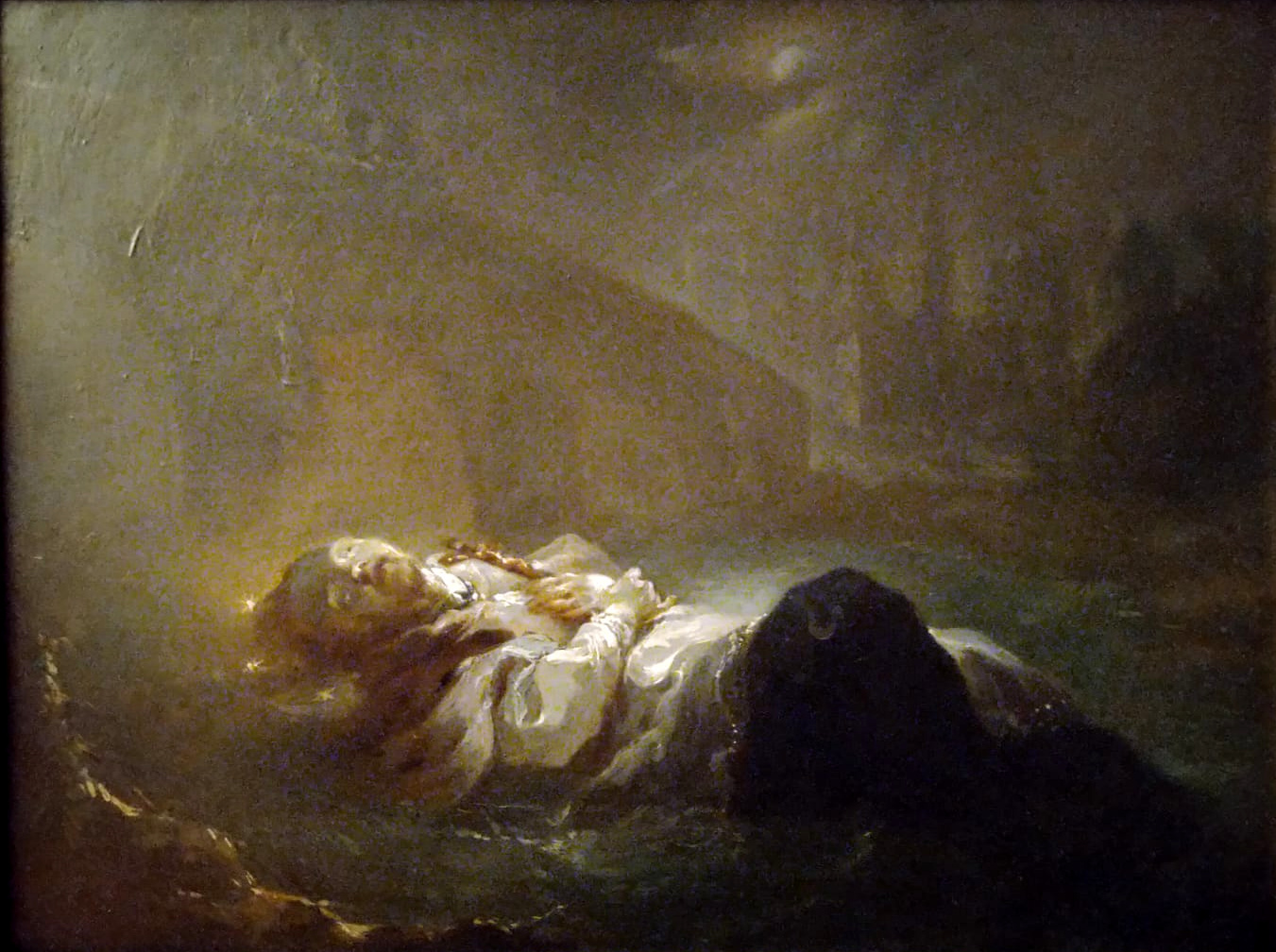
Tělo sv. Jana Nepomuckého od Františka Xavera Palka cca 1760.

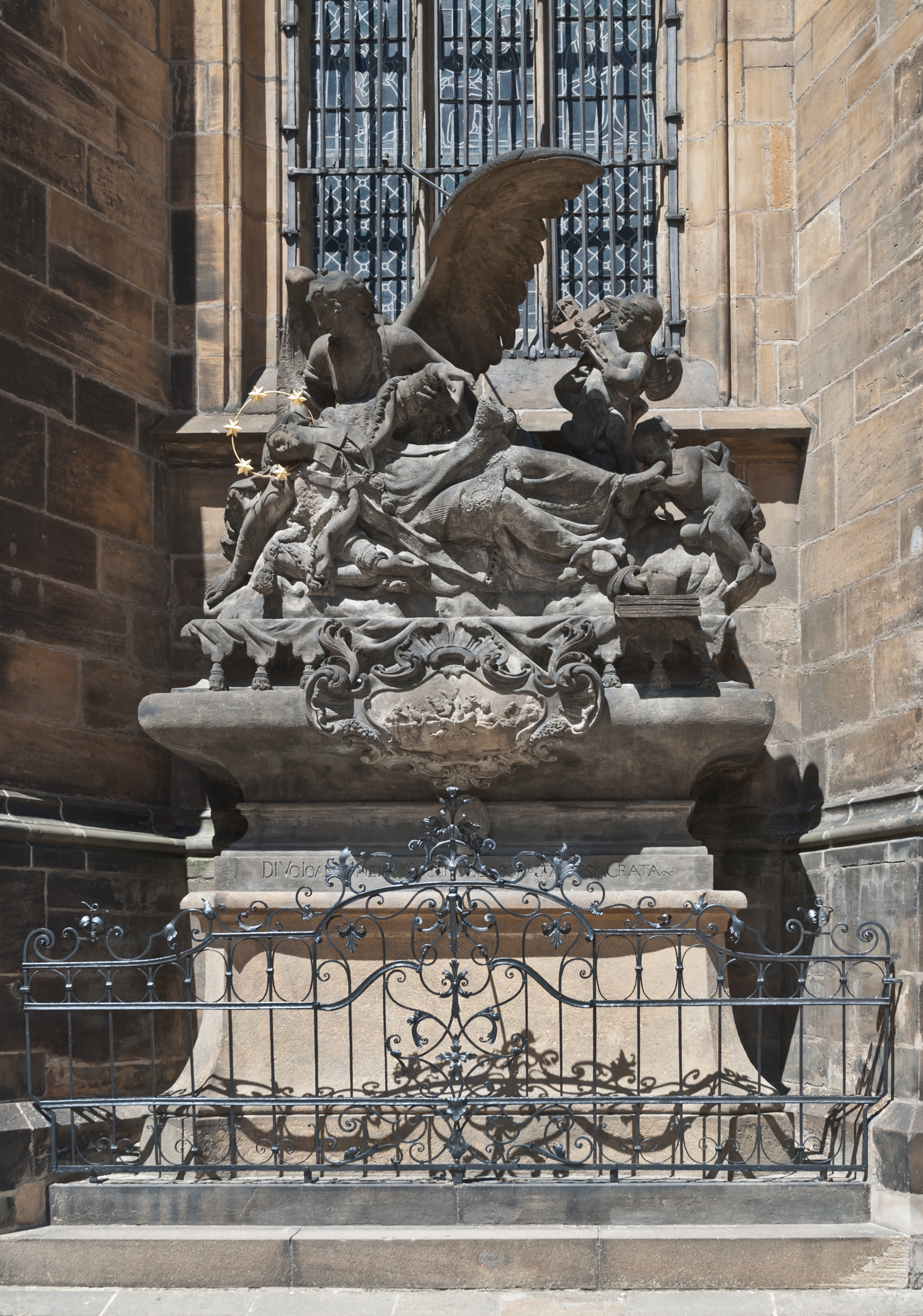
Kenotaf označující místo svatovítské katedrály, kde je uvnitř Janův hrob

Dne 20. března 1393 se brzo ráno sešel král Václav IV. s arcibiskupem Janem z Jenštejna. Po krátké hádce nechal král zajmout čtyři muže z arcibiskupova doprovodu, Jana z Pomuka, Mikuláše Puchníka, míšeňského probošta Václava Knoblocha a laika arcibiskupského hofmistra Něpra z Roupova. Ti byli vyslýcháni na Pražském hradě, poté na Staroměstské radnici, kde byl posléze držen Něpr a ostatní byli přesunuti do staroměstské rychty (dnes dům č. 12 na rohu ulic Rytířské a Na Můstku), kde byli mučeni. Jan zemřel během tohoto mučení, ostatní byli propuštěni. Okolo deváté večer pak bylo jeho tělo svrženo z dnešního Karlova mostu do Vltavy. Až do průzkumů tělesných pozůstatků antropologem Emanuelem Vlčkem se předpokládalo, že Jan zemřel utonutím, Vlček objevil poranění hlavy, která vznikla pravděpodobně při mučení a vedla ke smrti ještě před svržením do řeky.

### Pohřbení
Dne 17. dubna našli Janovo tělo zachycené na pravém břehu Vltavy, nedaleko svého kláštera (v místech, kde dnes stojí Základní škola a Gymnázium Dušní ulice) rybáři. Od nich jeho tělo převzali bratři Křižovníci s červeným srdcem – Cyriaci, jejichž novicové jej uctivě vyzvedli a s úctou odpovídající jeho hodnosti jej pochovali v kostele sv. Kříže většího při svém klášteře. Generálním převorem byl tehdy bratr Jan (1373–1403), třetí generální převor řádu, od přenesení sídla řádu do Prahy.

## Legenda

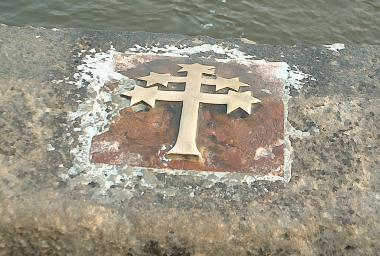
Vyznačené místo na Karlově mostě, z něhož měl být Jan Nepomucký svržen do Vltavy

Osudy Jana z Pomuku nekončí jeho smrtí – legenda o jeho životě a především smrti prochází v průběhu dalších českých dějin velmi zajímavými a vrtkavými peripetiemi.

### Raní životopisci
Po Janově smrti podává Jan z Jenštejna k římské kurii stížné podání na Václava IV., v němž již Jana označuje jako mučedníka. Již několik let po jeho smrti (1401) životopisec Jana z Jenštejna uvádí zázračné okolnosti nalezení jeho těla a opět jej označuje za mučedníka. Augustiniánský opat Ludolf kolem roku 1398 označuje Jana z Pomuku za „ctihodného onoho muže, milého Bohu i lidem, Čechům i Němcům“. Před rokem 1416 bylo tělo bývalého generálního vikáře pohřbeno v katedrále sv. Víta. Roku 1449 zveřejňuje Tomáš Ebendorfer z Haselbachu domněnku, že Jan byl zabit kvůli zpovědnímu tajemství. Mistr Pavel Žídek ve své Spravovně uvádí roku 1471 příběh o doktoru Johánkovi, zpovědníku královny. Kolem roku 1480 zachycuje inventář svatovítského pokladu votivní dar ke cti „blahoslaveného Jana z Pomuku“. Jan z Krumlova, děkan svatovítské kapituly, zaznamenává roku 1483 omylem nesprávné datum smrti Jana z Pomuka – 1383. Tato svědectví promlouvají o tom, že vzpomínka na Jana z Pomuku zůstávala přes husitské hnutí v českých zemích živá.
Václav Hájek z Libočan ve své Kronice české (1541) rozlišuje dva Jany, Jana Nepomuckého a doktora Jana z Pomuku. Oba podle něj byli utopeni, jeden však roku 1383, druhý roku 1393. Tento názor u velmi populární kroniky své doby nakonec v obecném mínění převládl. Roku 1599 však zařadil Jiří Barthold Pontanus z Breitenberka „Jana Zpovědníka“ mezi české zemské patrony. To potvrzuje domněnku Pekařovu, že kult sv. Jana by se v Čechách nejspíše prosadil, i kdyby nebylo Bílé hory.

### Vznik kultu
Úcta k Janu Nepomuckému byla spojena dlouho zřejmě jen s prostředím svatovítské kapituly. V roce 1639 bylo v Nepomuku, Janově rodišti, započato na údajném místě jeho rodného domu se stavbou chrámu, zasvěceného ovšem Janu Křtiteli. V roce 1641 vychází česko-německo-latinský spisek Fama Posthuma s ilustracemi Karla Škréty, který jako první literárně zpracovává svatojánskou legendu. Druhá polovina 17. století pak byla obdobím výrazného znovuobjevení Jana Nepomuckého. Centrem úcty byl zejména hrob ve Svatovítské katedrále, který byl roku 1700 doplněn o stříbrné antependium. V té době vyšly v latině životopisy od svatovítského kanovníka Jana Ignáce Dlouhoveského (1668), a především od jezuity Bohuslava Balbína roku 1680, vytištěný i v antverpské edici Acta sanctorum. Roku 1683 byla na pražském mostě, nyní Karlově, vztyčena bronzová socha Jana Nepomuckého odlitá v Norimberku podle dřevěné sochy od Jana Brokofa; ten ji vytvořil v roce 1682 podle malé sošky vídeňského sochaře Matthiase Rauchmüllera. V roce 1691 byla vystavěna dřevěná kaple zasvěcená Janu Nepomuckému na místě dnešního kostela sv. Jana Nepomuckého na Skalce v Praze a při ní vzniklo první náboženské bratrstvo. V roce 1704 byl v kroměřížské poddanské vsi Bělidla vztyčen sloup se sochou Jana Nepomuckého. Roku 1708 byl v Hradci Králové sv. Janu Nepomuckému oficiálně zasvěcen první kostel.

### Kanonizace
Snaha o kanonizaci Jana z Pomuku začíná ve druhé polovině 17. století. Byla spojena s pouze částečně přesným Balbínovým životopisem, který vznikl za pomoci Tomáše Pešiny z Čechorodu a Jana Ignáce Dlouhoveského. V josefinské době a ve větší míře od 19. století, se začaly šířit dohady, že kult Jana Nepomuckého uměle vytvořili jezuité jako nástroj protireformace. Vyvracel je fakt, že v této době už bylo po katolické reformaci. Naopak někteří jezuité již v Balbínově době věrohodnost tohoto životopisu napadli. Pekař dodává, že Balbín přibásnil životopis ne proto, že byl jezuita, ale protože byl vlastenec.
Řím se ke snahám o kanonizaci stavěl zpočátku skepticky. Teprve 15. května roku 1715 pražský arcibiskup František Ferdinand Khünburg úspěšně zahájil beatifikační proces Jana Nepomuckého. V tento den se v Praze poprvé konaly vodní slavnosti Navalis k poctě Jana Nepomuckého. 31. května 1721 papež Inocenc XIII. (1721–1724) prohlásil Jana za blahoslaveného. Následujícího roku byl zahájen kanonizační proces. Kanonizační komise uznala čtyři zázraky, zachování jazyka, jeho naběhnutí a zčervenání, zachránění Rozálie Hodánkové a uzdravení Terezie Veroniky Krebsové. Benedikt XIII. dne 19. března 1729 kanonizační bulou Christus Dominus prohlásil Jana za svatého.

### Hrob a náhrobek

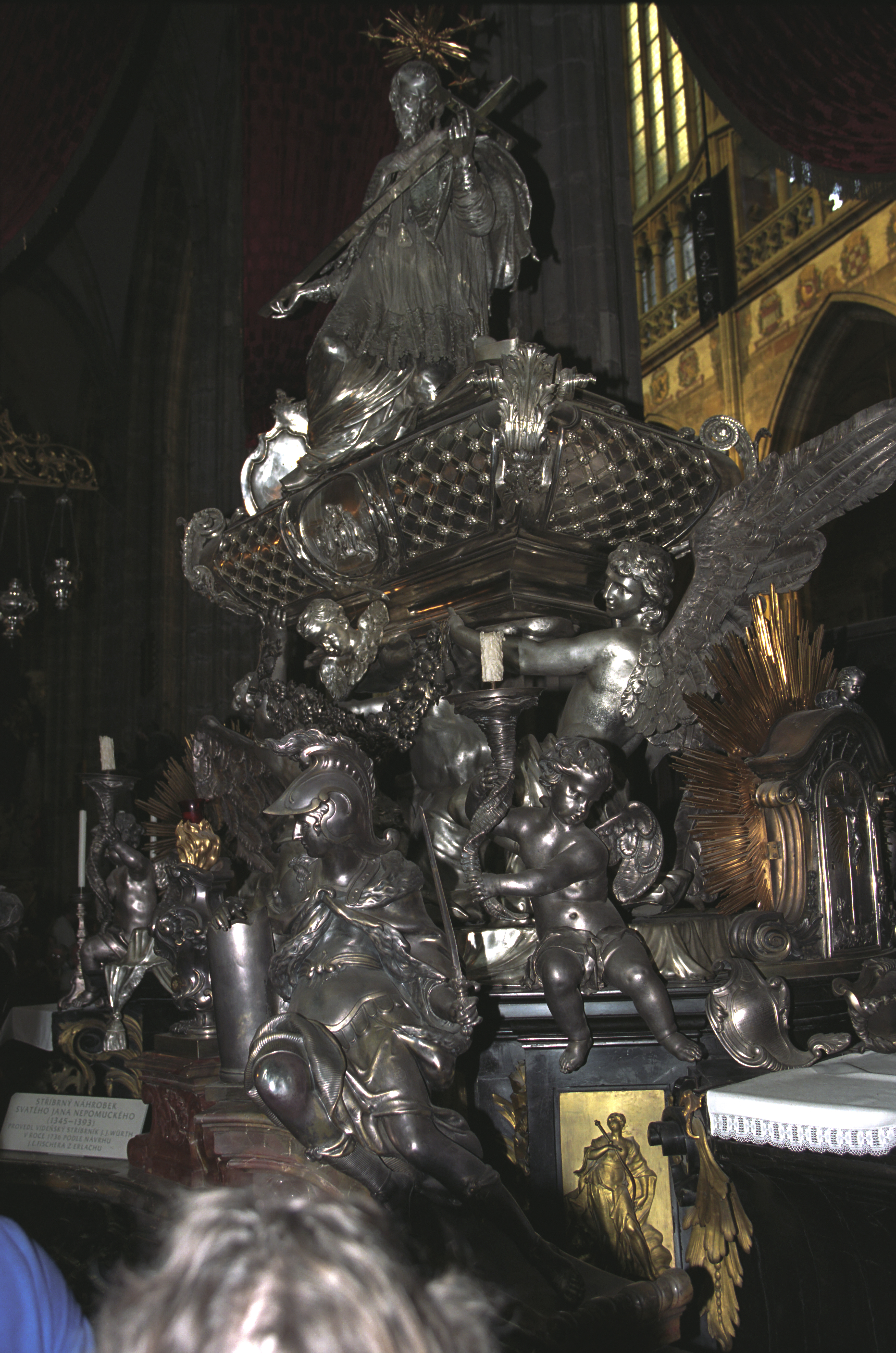
Hrob svatého Jana Nepomuckého v katedrále sv. Víta na Pražském hradě

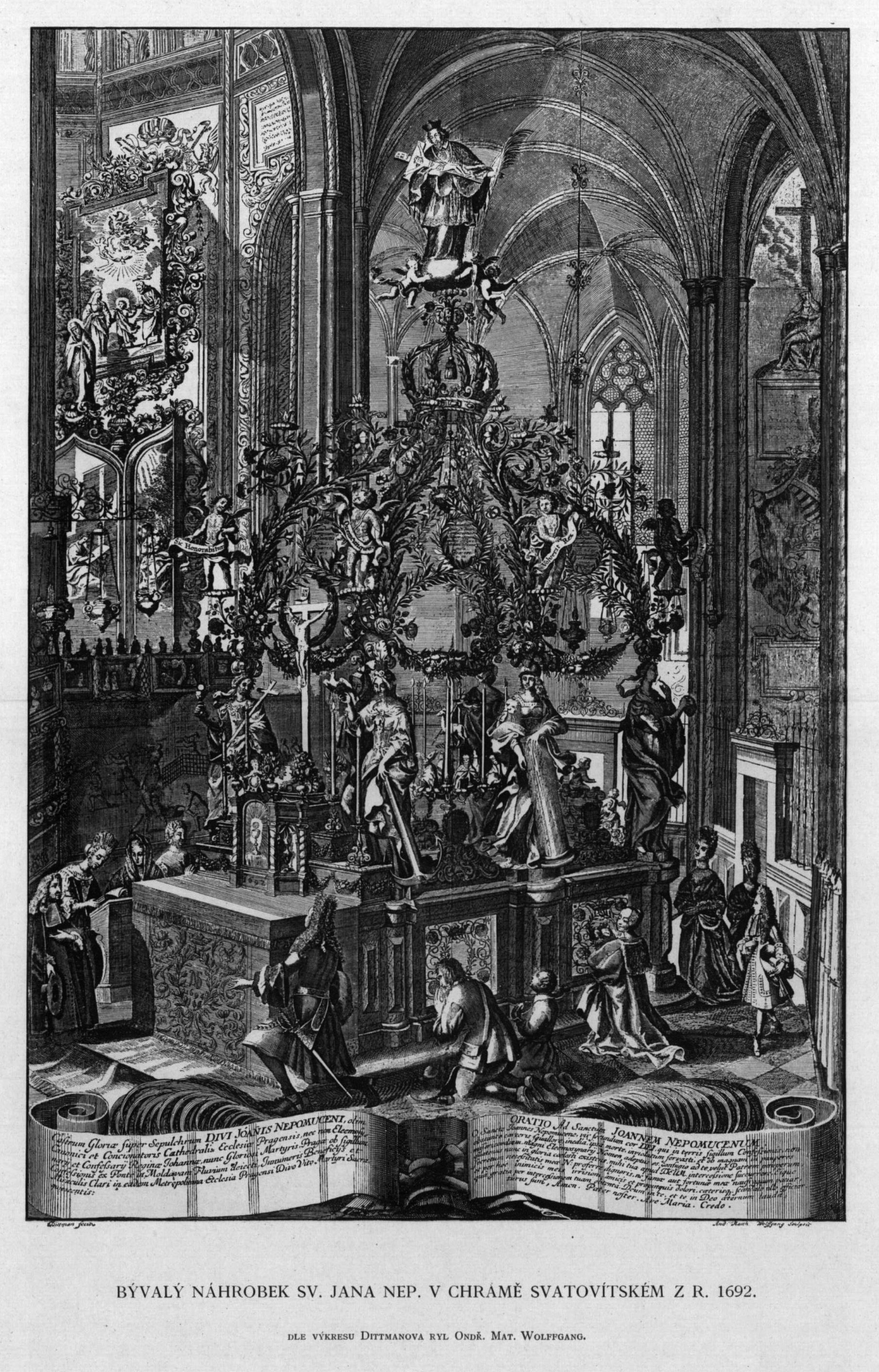
Bývalý náhrobek sv. Jana Nepomuckého, rytina z roku 1692

Místo Janova pohřbu v jižním ochozu chóru katedrály před Vlašimskou kaplí bylo vyznačeno kamennou deskou se jménem v dlažbě. Kolem ní byla podle svědectví Žitavské kroniky od poloviny 15. století umístěna mříž. Další mříž dal zřídit svatovítský děkan Václav z Wolfenburka roku 1530. Další úpravy zaznamenávají analisté k roku 1595, 1621 a 1679, kdy arcibiskup Jan Bedřich z Valdštejna před oltářem sloužil bohoslužbu. Rytina z roku 1712 zachycuje oltářní stůl s rakví a tabernákl. Propagační rytiny kanonizace z roku 1729 zachycují stav dosavadní výzdoby.
Podnět ke zbudování nového pražského náhrobku podala hraběnka Kinská, rozená z Fünfkirchu († 1729), její finanční dar se spojil s dlouhodobou veřejnou kanonizační sbírkou, jež skončila přebytkem. Prostředníky realizace velkolepého stříbrného pomníku byli kardinál Bedřich z Althanu a tajný rada Gundakar z Althanu, s podporou císaře Karla VI. padla volba na dvorní umělce: Podle náčrtu Josefa Emanuela Fischera z Erlachu z roku 1733 vytvořil italský sochař Antonio Corradini dřevěný model figury světce, klečícího na sarkofágu mezi dvěma anděly, který po schválení císařem roku 1735 převedl do monumentálního měřítka. Dřevěné kadluby v letech 1735–1736 do stříbra odlil a vytepal vídeňský stříbrník Johann Joseph Würth s pěti tovaryši, mj. s Raffaelem Donnerem a Kašparem Gschwandtnerem. Stříbrné mauzoleum Jana Nepomuckého pak smontovali na místě dosavadního hrobu a oltáře v chóru Svatovítské katedrály. Sochy letících andílků pocházejí z roku 1771, baldachýn na mauzoleum objednala císařovna Marie Terezie. Mramorovou balustrádu objednal pražský biskup Zdeněk Jiřík Chřepický z Modlíškovic roku 1746. Šestici ženských postav na nárožích – alegorie Křesťanských ctností – podle modelů sochaře Platzera dodal pražský stříbrník Jiří Vilém Seitz až roku 1749.

## Spor o sv. Jana
Historikové se shodují v tom, že se při kanonizaci se základem obrazu světce, jehož se kongregace sv. ritu rozhodla kanonizovat, stal Jan z Pomuka, jenž byl údajně utopen roku 1383. K tomu nejspíše došlo díky kronikáři Hájkovi z Libočan, dějepisci Balbínovi a zmatenosti pramenů. V Hájkově kronice se ovšem objevuje i doktor Johánek z Pomuka („mučedník z roku 1393“), s nímž je ve skutečnosti Jan Nepomucký totožný. Roku 1747 Eliáš Sandrich vyvrátil Hájkův omyl, jenž rozdělil Jana do dvou postav a datuje Janovu smrt do roku 1393. O pět let později se do Prahy dostal text Jenštejnovy žaloby z doby těsně po Janově smrti. Gelasius Dobner roku 1784 kritickým zkoumáním pramenů na konci 18. století potvrdil nespolehlivost Hájkovy kroniky a konkrétně odhalil také Hájkovo chybné čtení dobových pramenů. Podle něj je tedy historický vikář Jan z Pomuku totožný s legendárním mučedníkem zpovědního tajemství. S Dobnerem polemizoval Josef Dobrovský, který vyloučil zpověď jako důvod Janovy smrti. Dobnerova názoru se později přidržel např. František Palacký.
Roku 1849 publikoval Ferdinand Břetislav Mikovec teorii, podle níž pravým důvodem „umělého vytvoření“ postavy sv. Jana, jeho kanonizace v 18. století a podporovaného kultu byla snaha zastínit kult Mistra Jana Husa. Základem argumentace odpůrců kultu sv. Jana se stala roku 1855 kniha Otto Abela Legenda o svatém Janu Nepomuckém. Po vzniku Československé republiky docházelo v letech 1919 až 1920 k vlně ničení nepomucenských památek.
V ideovém prostředí první republiky se Jan Nepomucký stal jedním z témat tzv. sporu o smysl českých dějin. Roku 1921 k diskuzi v Národních listech mezi Janem Herbenem a Josefem Pekařem. Pekařovy články byly shrnuty a vydány jako Tři kapitoly z boje o sv. Jana Nepomuckého, kde se brání tomu, aby se osoba sv. Jana Nepomuckého stavěla proti osobě Husově.
Johánek z Pomuku byl již 16 let mrtvý, když probíhala kauza Mistra Jana Husa, poprvé na základě pomluvy faráře od sv. Klimenta. Ve věci roku 1409 rozhodoval Mařík (Mauricius) z Prahy, generální převor řádu křižovníků s červeným srdcem – Cyriaků (4. převor od přenesení sídla řádu do Čech), řečený Rvačka (podle umístění Cyriaků v Praze, na místě řečeném Na Rvačkách), profesor bohosloví a inkvizitor kacířství. Mařík působil i na kostnickém koncilu.
Roku 1925 zrušila československá vláda svátek sv. Jana Nepomuckého (16. květen) jako den pracovního klidu. Kolem roku 1950 byl jeho svátek vymazán z občanského kalendáře zcela a nahrazen Přemyslem.
V roce 1973 byl proveden antropologický průzkum ostatků Jana z Pomuka (Emanuel Vlček), který potvrzuje jejich autenticitu. Tentýž výzkum však zároveň potvrzuje, že domnělý zázračně dochovaný světcův jazyk je ve skutečnosti pozůstatkem mumifikované mozkové tkáně. Tento pozůstatek Janova těla ovšem hrál klíčovou roli při kanonizačním procesu, neboť (domnělé) dochování jazyka bylo uznáno jako jeden ze čtyř zázraků potvrzujících Janovu svatost. František Tomášek, pozdější pražský arcibiskup, se k tomu vyjádřil takto: Moderní věda zjistila, že nejde o zbytky jazyka svatého Jana Nepomuckého, ale o zbytek jeho mozkové tkáně, což význam relikvie ještě zvyšuje, neboť jazyk je podřízen mozku člověka.

## Úcta ke sv. Janu

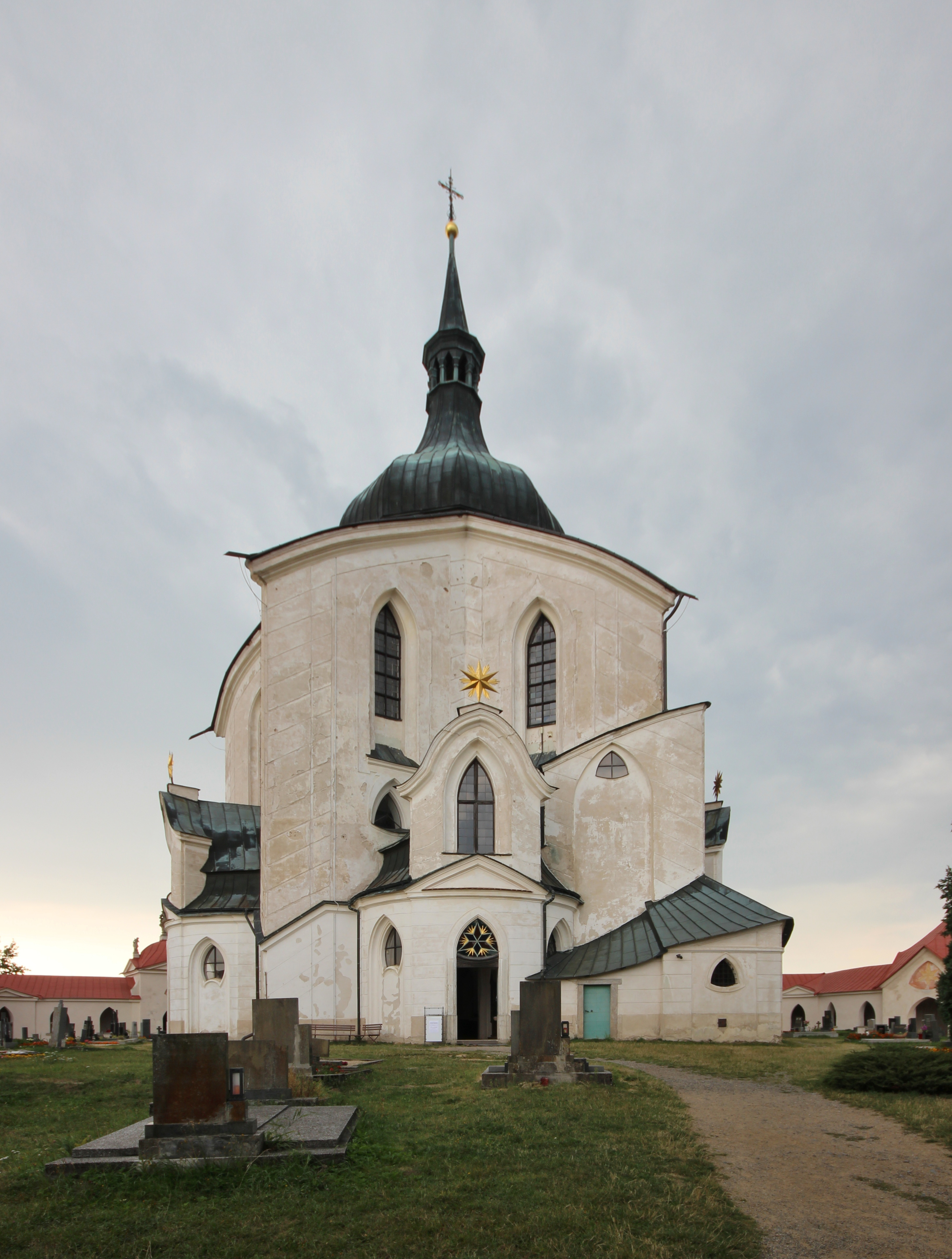
Poutní kostel sv. Jana na Zelené hoře

První, kdo začal pěstovat úctu ke svatému Janu Nepomuckému, byli ihned po jeho vynesení z Vltavy 14. dubna 1393 Křižovníci s červeným srdcem – Cyriaci. V té době byl jejich generálním převorem Jan (3. generální převor od přenesení sídla řádu do Prahy – generálním převorem 1373–1403). Uložili Nepomukovo tělo ve svém kostele sv. Kříže, a na tom místě prvního pohřbení později zbudovali chrámovou kapli k jeho úctě. V r. 1681 vytvořil M. Rauchmiller na náklady M. G. Wunschwitze sochu svatého Jana pro Karlův most; ta se stala hlavním ikonografickým typem sv. Jana, nesčetněkrát opakovaným až do 19. století. Vikář cyriaků Kolumbán Grummelmeyer (vikářem od roku 1709–1717) svatojánskou úctu dále rozvíjel. Jeho nástupce Jan Mändl ze Steinfelsu (1717–1730) se účastnil příprav svatořečení Jana Nepomuckého. Probošt Jan M. Heinfeld dal v Brokofově dílně vytesat sochu Jana Nepomuka jako almužníka; socha stála nejdříve na Svatojanském náměstí (dnes náměstí Curieových), po asanaci Židovského Města byla přenesena před kostel sv. Ducha v Dušní ulici. Cyriaci společně s jezuity a s křižovníky s červeným křížem pořádali každoročně večer před Janovým svátkem až do 15. května 1783 slavný průvod lodí na Vltavě až ke Karlovu mostu, kde se u jeho sochy modlili litanie. K těmto oslavám byly zkomponovány hudební skladby význačných pražských skladatelů (např. Františka Xavera Brixího). Slavnosti byly zakázány stejně jako všechny ostatní katolické pouti dekretem císaře Josefa II. z roku 1783. Dnes na ně navazují současné Svatojánské slavnosti Navalis.
Kult sv. Jana Nepomuckého je nerozlučně spojen s českým barokem, kdy Jan patřil k nejvýznamnějším světcům rakouské monarchie. Je zemským patronem Čech a Bavorska. Populární byl již od baroka v celé katolické Evropě, například v Polsku i v Belgii a Francii, díky Marii Leszczyńské také na francouzském královském dvoře. Sv. Jan Nepomucký získal díky jezuitským misiím velký věhlas po celém světě, také v zemích Latinské Ameriky a v Asii. Je uctíván jako mučedník zpovědního tajemství, patron při přírodních pohromách a povodních (kvůli způsobu své smrti) nebo jako patron mostů. Je patronem námořní pěchoty Španělska. Jeho vyobrazení lze nalézt na mnoha místech v kostelech. Svatojánské sochy patří k typickým atributům české krajiny, především na mostech (sv. Jan jako patron vod). 
V Mexiku, kde byl také propagován jezuity, patřil v 18. století k nejpopulárnějším světcům. Z jeho jména je také odvozeno ve španělštině zdvojené křestní jméno Juan Nepomuceno, mezi jehož nositele patří mj. španělský malíř Pablo Picasso, mexický malíř Diego Rivera nebo mexický spisovatel Juan Rulfo.
Podle sv. Jana Nepomuckého bylo roku 1929 pojmenováno Nepomucenum, česká papežská kolej v Římě.
21. března 2015 bylo znovuotevřeno Svatojánské muzeum v místě rodiště sv. Jana Nepomuckého, o jehož obnovu se zasloužili především P. František Cibuzar a P. Vítězslav Holý.
Antropologové z brněnského muzea představili 19. března 2019 ve Svatojánském muzeu v Nepomuku bronzovou plastiku zobrazující pravděpodobnou tvář sv. Jana Nepomuckého. Antropologové ji rekonstruovali podle modelu jeho lebky. Podoba Jana Nepomuckého je značně odlišná od ustálené ikonografie.

## Ikonografie
Jan je v křesťanské ikonografii nejčastěji zobrazován po vzoru sochy Jana Brokoffa (která vycházela z předlohy Mathiase Rauchmillera) jako kanovník v chórovém oděvu, tedy v klerice, rochetě, almuci a s biretem. Janova svatozář je obvykle doplněna pěti hvězdami, v ruce drží kříž a též palmovou ratolest, někdy také knihu. Palma je symbolem vítězství, hvězdy zastupují legendu, podle níž vltavští rybáři nalezli po smrti Janovo tělo, případně pět ran Kristových či písmena latinského tacui (mlčel jsem). Nevyzrazení zpovědního tajemství je symbolizováno prstem na ústech. Hvězdy kolem hlavy jsou atribut mezi světci velmi zvláštní, neboť s hvězdami kolem hlavy je zobrazována pouze Panna Marie. Jiným atributem je jazyk, který měl být nalezen v 18. století v Janově lebce neporušený. Dalšími atributy jsou Palladium země české ve Staré Boleslavi (podle barokní legendy sem sv. Jan putoval), most, kotva či chuďas, jemuž Jan udílí almužnu.

## Zobrazení (výběr)

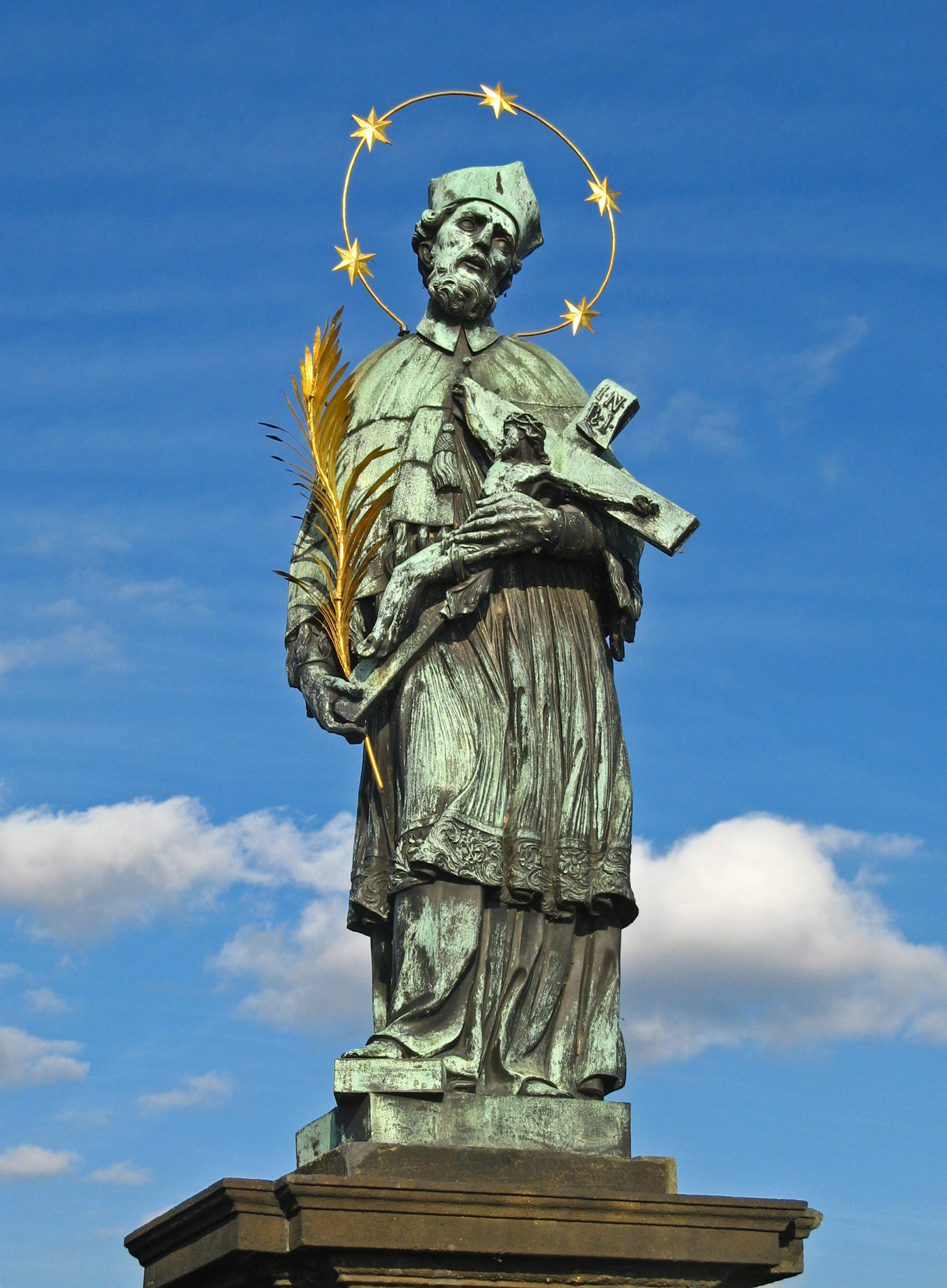
Brokofova socha na Karlově mostě slouží za vzor zobrazení Jana Nepomuckého
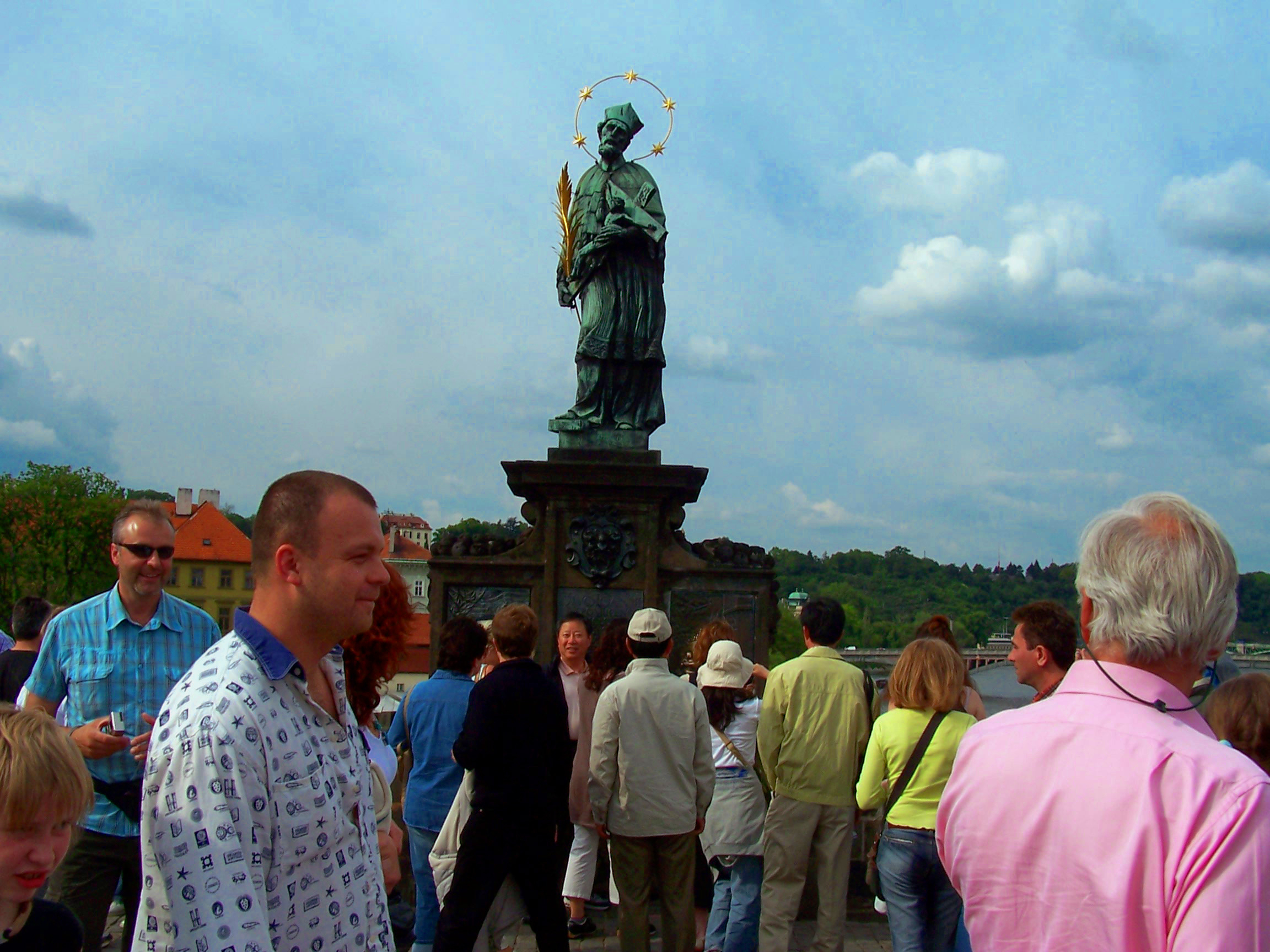
Turisté u sochy svatého Jana Nepomuckého na Karlově mostě
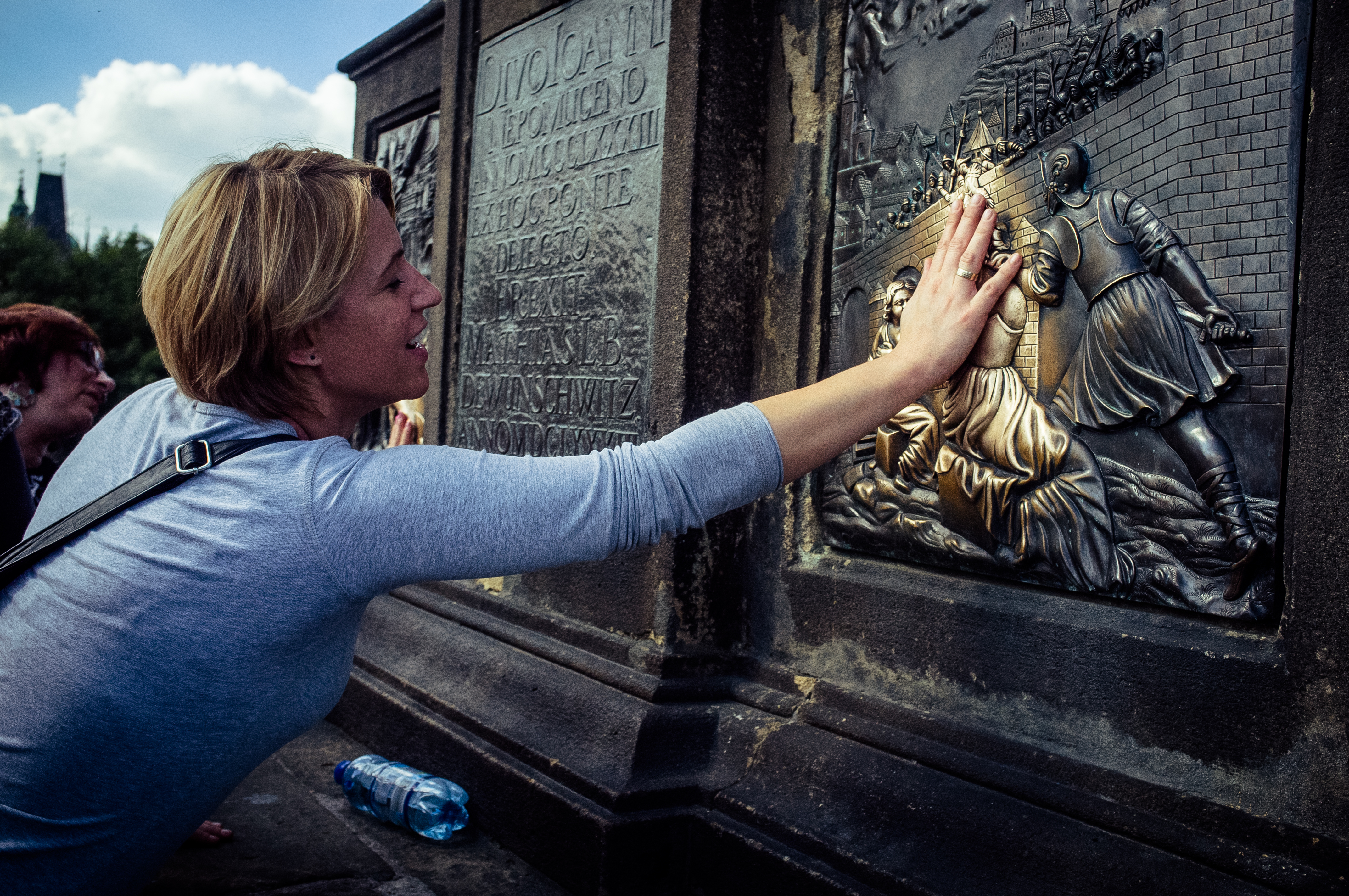
Desky na podstavci sochy na Karlově mostě
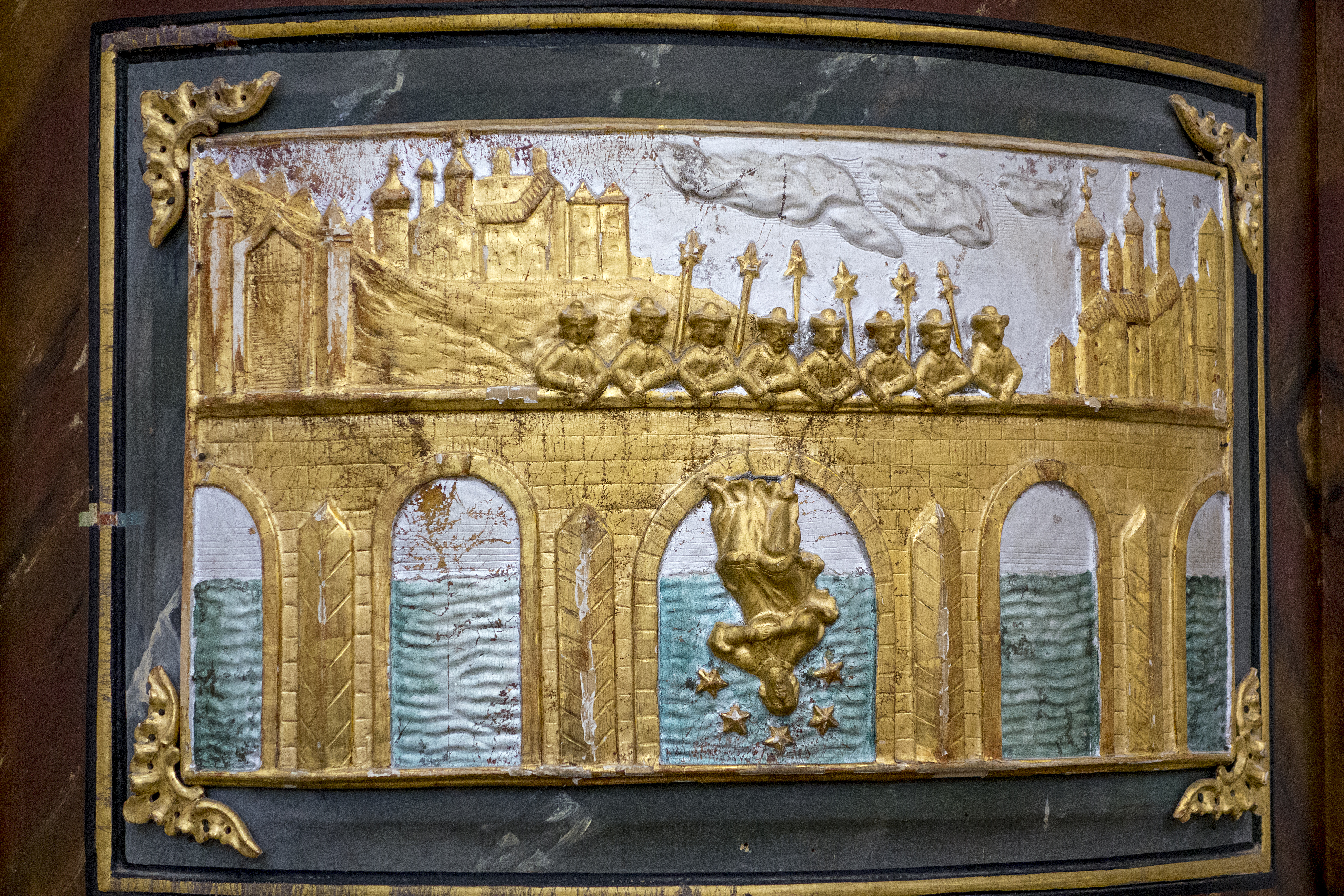
Smrt Jana Nepomuckého, vyobrazení z poutního kostela na Zelené hoře
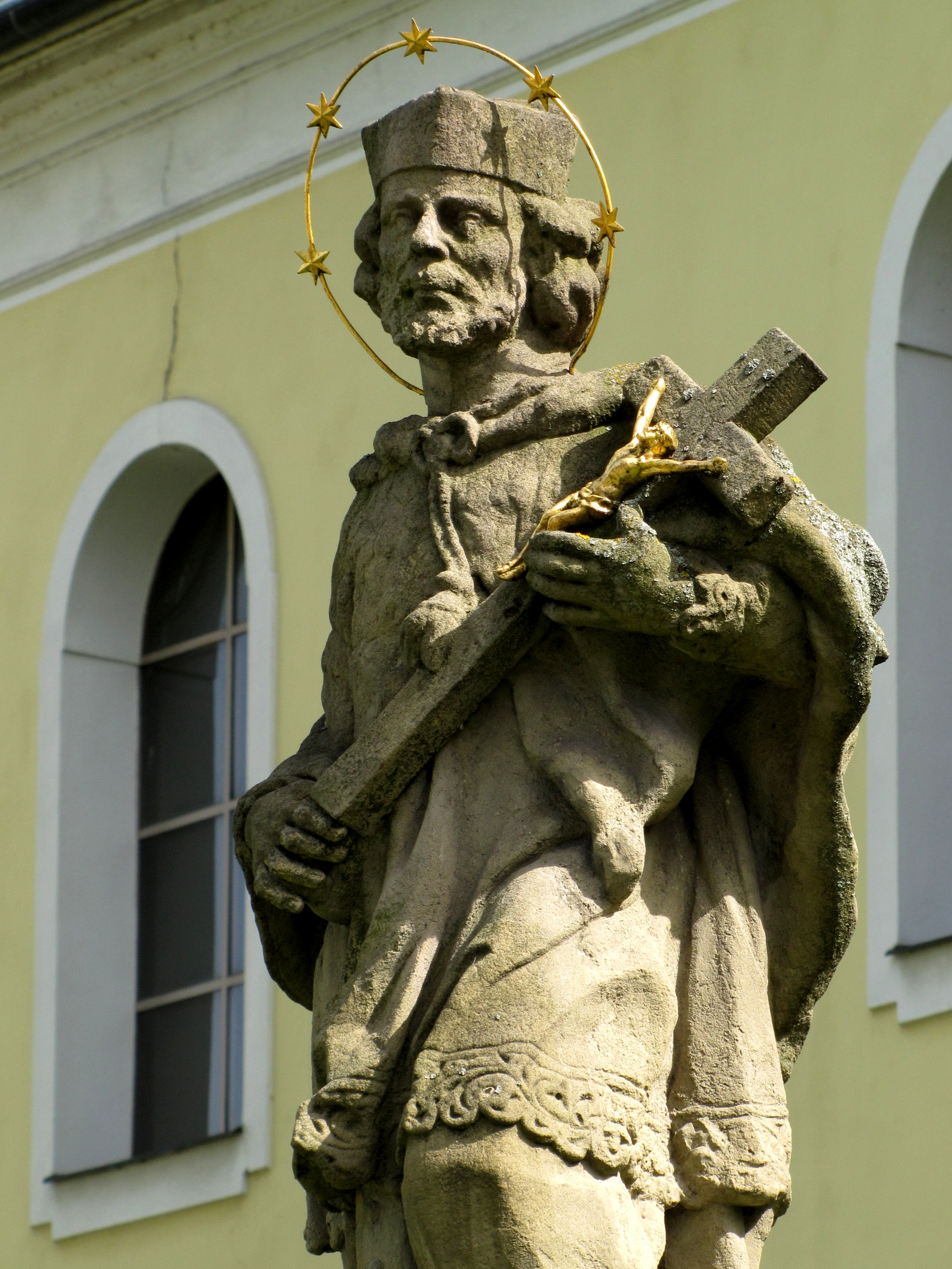
Socha sv. Jana Nepomuckého z roku 1730 s typickými atributy (pěti hvězdami a křížem) u kostela sv. Vavřince ve Vizovicích
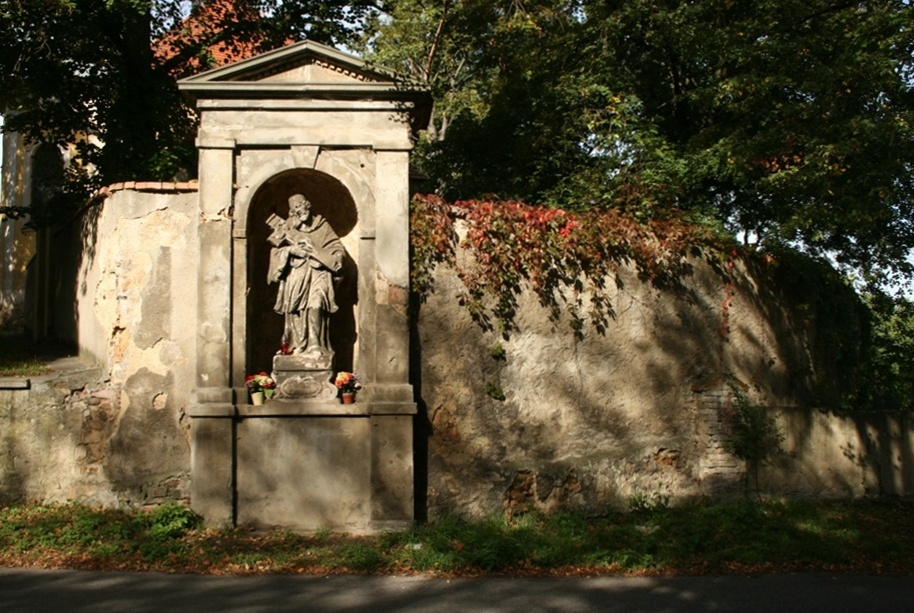
Výklenková kaple sv. Jana Nepomuckého u kostela sv. Petra a Pavla v Litni
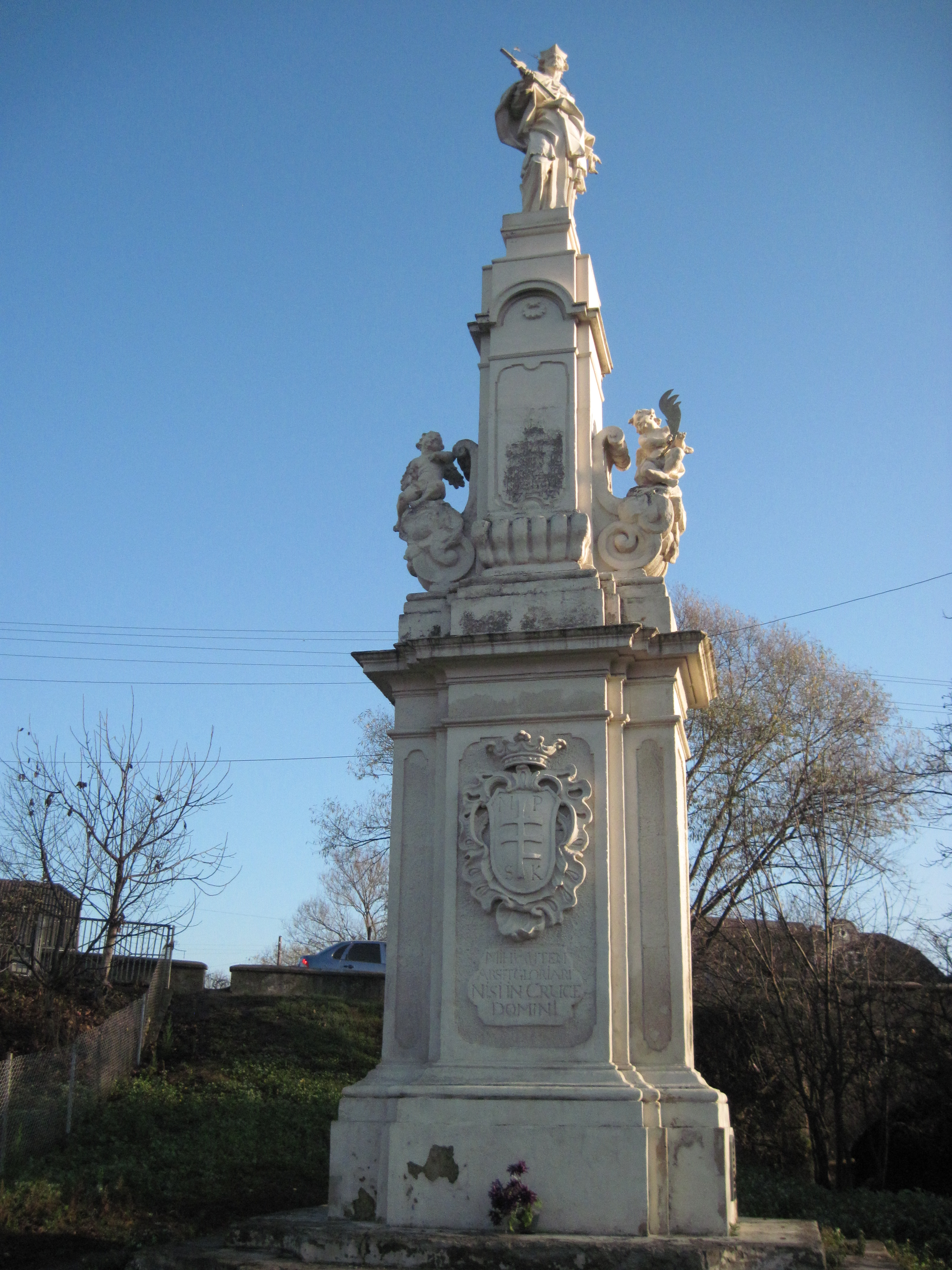
Jan Jiří Pinsel, socha sv. Jana Nepomuckého, Bučač, Ukrajina (kopie)
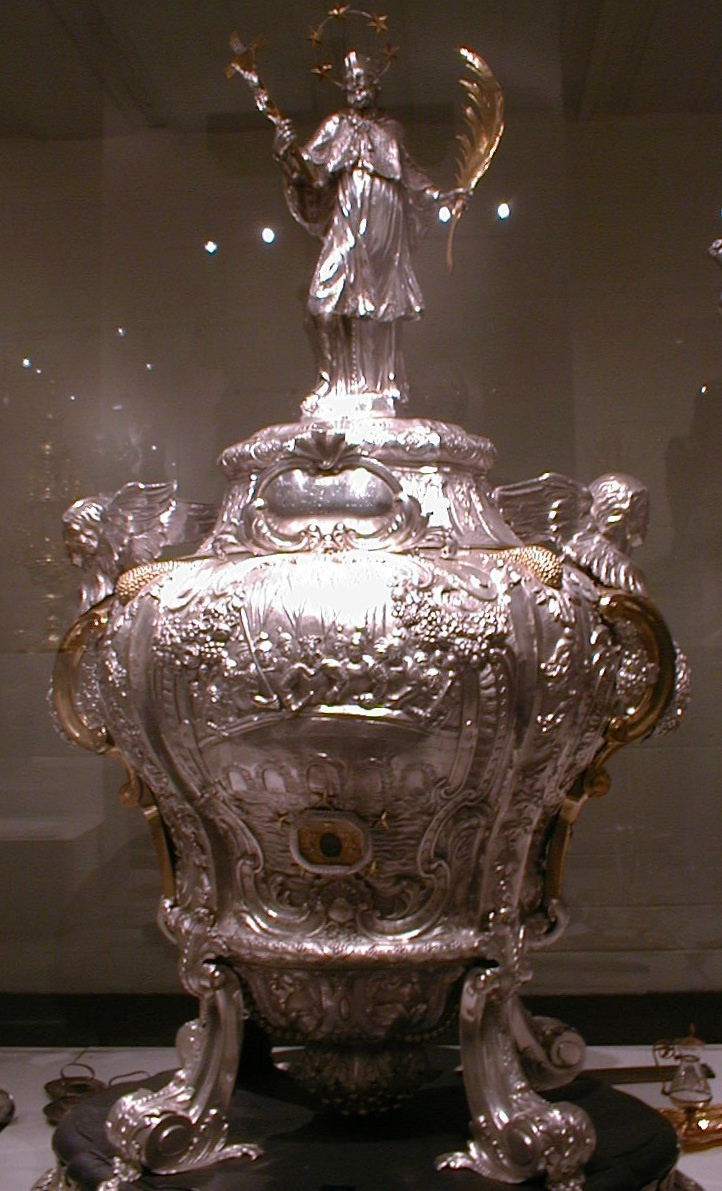
Stříbrná socha sv. Jana Nepomuckého v Sint-Niklaas (Belgie)
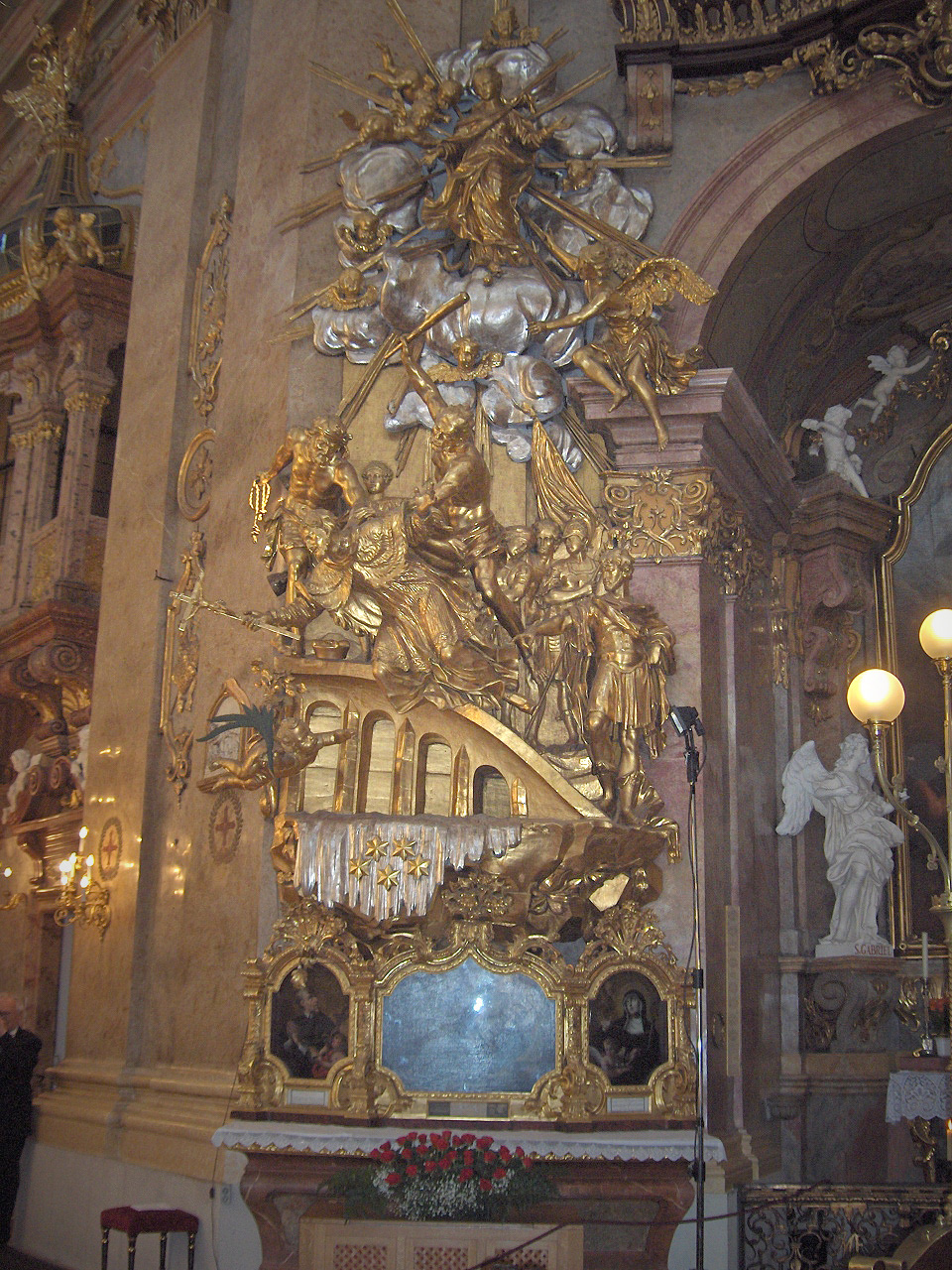
Monument od Lorenzo Mattielliho v kostele Peterskirche ve Vídni zobrazuje, jak je Jan Nepomucký shozen do Vltavy pod dohledem Václava IV. (v římském plášti vpravo)

## Hudba
- V rámci každoročních oslav sv. Jana Nepomuckého se v Praze pořádá vodní koncert barokní hudby Svatojánské navalis.[25]
- Gerald Spitzner: Johannes Nepomuk Messe in G-Major [26]

## Trivia
V jihočeské a bavorské němčině se jméno Jana Nepomuckého (Johannes von Nepomuk) hovorově zkracovalo na Muck, případně mazlivě na Muckl Ve vídeňské němčině se používal tvar Mucki.